# Canzone contro la paura
Canzone contro la paura è un singolo del cantautore italiano Brunori Sas, pubblicato il 24 febbraio 2017 come secondo estratto dal quarto album in studio A casa tutto bene.

## Tracce
- Download digitale

1. Canzone contro la paura – 3:42